# Gwardamanġa
Gwardamanġa est une communauté villageoise de Malte d'environ 1 200 habitants, située dans Malte, faubourg de Pietà et lieu d'un comité de gestion (Kumitat Amministrattiv), appartenant au conseil local (Kunsilli Lokali) de Pietà compris dans la région (Reġjun) Ċentrali.

## Sources
- (mt) Alfie Guillaumier, Bliet u Rħula Maltin (Villes et villages maltais), Klabb Kotba Maltin, Malte, 2005.
- (en) Juliet Rix, Malta and Gozo, Brad Travel Guide, Angleterre, 2013.
- Alain Blondy, Malte, Guides Arthaud, coll. Grands voyages, Paris, 1997.